# Niviventer brahma
Niviventer brahma är en däggdjursart som först beskrevs av Thomas 1914. Niviventer brahma ingår i släktet Niviventer och familjen råttdjur. Internationella naturvårdsunionen kategoriserar arten globalt som livskraftig. Inga underarter finns listade i Catalogue of Life.
Arten förekommer i södra Kina, norra Myanmar och nordöstra Indien. Den lever i bergstrakter mellan 2000 och 2800 meter över havet. Habitatet utgörs av tropiska och tempererade bergsskogar. Individerna är aktiva på natten och gräver underjordiska bon.
Detta råttdjur blir 13,5 till 15,5 cm lång (huvud och bål), har en 20,1 till 23,7 cm lång svans, 2,8 till 3,4 cm långa bakfötter och 2,0 till 2,5 cm stora öron. Viktuppgifter saknas. Arten har mjuk orangebrun till gulbrun päls på ovansidan med några svarta hår inblandade. Det förekommer en tydlig gräns mot den ljusgråa till vita undersidan. Flera exemplar har en brun fläck eller streck på bröstet. Vid den bruna svansen är ovansidan otydlig mörkare än undersidan. Längre hår vid svansspetsen bildar en liten tofs. Niviventer brahma har fem fingrar och tår vid fram- respektive baktassar och stortån är liten. Av honans spenar ligger två vid bröstet, två på buken och två vid ljumsken.